# Риторская школа
Ри́торская шко́ла — наиболее распространённый вид высшей гуманитарной школы в Древней Греции (с III века до н. э.) и в Древнеримских государствах (с I в. до н. э.).
Долго продолжали процветать у галлов риторские школы в Марсели, Лионе, Бордо, Тулузе, давно пришедшие в упадок в Риме.

## Описание
В риторской школе обучали риторике — ораторскому искусству. Молодёжь, готовясь в ней к государственно-политической деятельности, изучала риторику, правоведение, историю, литературу, философию и некоторые другие науки. Знаменитая риторская школа например находилась в Августа Тревирорум на Мозелле, (Augusta Trevirorum), в важнейшем городе (столице) римской провинции Бельгика (Belgica).
В античной системе образования риторская школа составляла третью ступень. Риторская школа конкурировала с медицинскими и философскими школами.

## Обучение
Начальный курс упражнений: прогимнасмы — сочинение текстов:
- басня;
- рассказ;
- хрия;
- сентенция;
- опровержение и утверждение;
- общее место;
- похвала (похвальное слово) и порицания;
- и тому подобное.

Основной курс упражнений: декламации — сочинение речи на вымышленную тему:
- суазория — фиктивная совещательная (политическая) речь;
- контроверсия — выступление по фиктивному судебному делу.